# Cecilia of the Pink Roses
Cecilia of the Pink Roses er en amerikansk stumfilm fra 1918 af Julius Steger.

## Medvirkende
- Marion Davies som Cecilia
- Harry Benham som Harry Twombly
- Edward O'Connor som Jeremiah Madden
- Willette Kershaw som Mary
- Danny Sullivan som McGowan